# Minorca

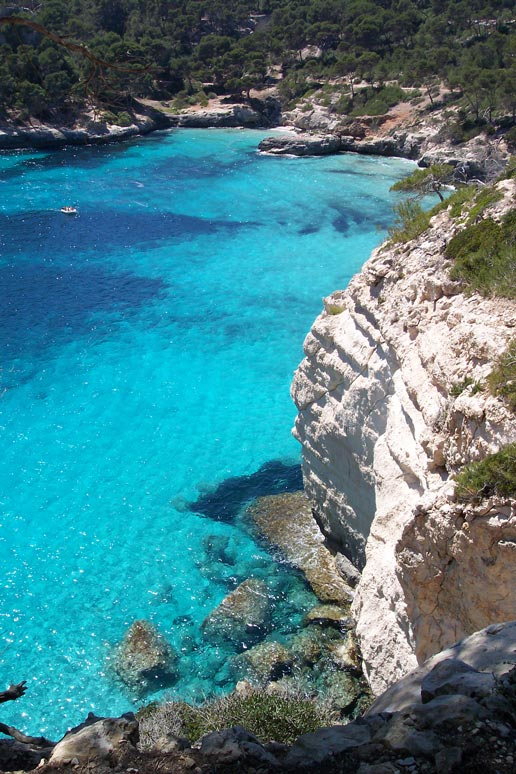
Imagem de Cala Mitjaneta.

Minorca (em catalão e castelhano Menorca) é a segunda maior ilha do arquipélago das Ilhas Baleares localizada a leste da Espanha e oeste da Sardenha. Sua capital e maior cidade é Maó.
É a ilha mais setentrional das Baleares. Na ilha fala-se o minorquino (menorquí), dialeto do bloco oriental da língua catalã.

## Municípios de Minorca
A ilha é dividida em oito municípios e é administrada com certo grau de autonomia pelo Conselho Insular de Minorca (Consell Insular de Menorca).
| Município       | Superfície (km²) | População fixa | População fixo + sazonal | Densidade fixa | Densidade total |
| --------------- | ---------------- | -------------- | ------------------------ | -------------- | --------------- |
| Alaior          | 109,76           | 8 972          | 11 395                   | 70,01          | 103,81          |
| Ciutadella      | 186,03           | 28 017         | 34 569                   | 127,43         | 185,83          |
| Es Castell      | 11,61            | 7 629          | 6 087                    | 575,23         | 524,09          |
| Es Mercadal     | 136,93           | 4 838          | 9 219                    | 23,87          | 67,33           |
| Es Migjorn Gran | 32,41            | 1 518          | 2 651                    | 37,15          | 81,80           |
| Ferreries       | 66,00            | 5 030          | 6 008                    | 62,64          | 91,03           |
| Maó             | 117,05           | 28 284         | 28 507                   | 204,98         | 243,55          |
| Sant Lluís      | 34,62            | 6 414          | 8 697                    | 133,61         | 251,19          |
| Total           | 694,41           | 90 235         | 107 133                  | 108,43         | 154,28          |